# Дербентское градоначальство
Дербентское градоначальство — административно-территориальная единица Кайтаго-Табасаранского округа, Дагестанской области, существовавшая в 1860—1883 годах, административным центром являлся город Дербент.

## История
Образовано в 1860 году, в состав нового градоначальства входили: город Дербент (прилегающий к нему село Сабнова) и Улусского магала (12 сёл и деревень). Управлялся гражданской администрацией и подчинялся сводам основных законов империи.
12 июня 1883 года, было упразднено Дербентское градоначальство, Улусский магал (центром являлось село Куллар) был передан Кюринскому округу. Управление городом было передано городской полиции и её полицмейстеру.

## Градоначальники
Начальники Дагестанской области назначали Дербентских градоначальников, сами же градоначальники в некоторых сферах обладали правами как у гражданского губернатора.
| Портрет                                        | Звание при службе | ФИО                               | Период службы           |
| ---------------------------------------------- | ----------------- | --------------------------------- | ----------------------- |
|                                                | Генерал-майор     | Лорис-Меликов, Михаил Тариэлович  | 1860 — март 1860 гг     |
| Файл: Dzhemardzhidzev Mihail Grigorjevitch.jpg | Генерал-майор     | Джемарджидзев, Михаил Григорьевич | 17 апреля 1863—1868 гг. |
|                                                | Генерал-майор     | Комаров, Александр Виссарионович  | 1868 — 1877 гг.         |
|                                                | Генерал-майор     | Мадатов, Аврам Петрович           | 1877 — 12 июня 1883 гг. |

## Население
Опираясь на «Сборник статистических сведений о Кавказе» этнографа Н. И. Воронова, то на 1869 год в градоначальстве жило: 16007 человек, из них 13295 человек жило в Дербенте, в Улусском магале проживало 2388 человек, остальные 324 человек проживало в селе Сабнова.